# Staphylea shweliensis
Staphylea shweliensis är en pimpernötsväxtart som beskrevs av W. W.Smith. Staphylea shweliensis ingår i släktet pimpernötter, och familjen pimpernötsväxter. Inga underarter finns listade i Catalogue of Life.